# La Cruz y el Puñal
La Cruz y el Puñal es un libro escrito en 1963 por el pastor David Wilkerson con John y Elizabeth Sherrill. Narra la verdadera historia de los primeros cinco años de Wilkerson en Nueva York, en donde ejerció su ministerio entre jóvenes desilusionados, animándolos a dejar las drogas y la violencia pandillera en la que estaban involucrados. El libro se convirtió en un superventas, con más de 15 millones de ejemplares distribuidos en más de 30 idiomas.

## Adaptación cinematográfica
En 1970, se estrenó una adaptación cinematográfica del mismo nombre, presentando a Pat Boone como David Wilkerson y a Erik Estrada como Nicky Cruz, el joven miembro de pandilla cuya vida fue transformada por el ministerio de Wilkerson. Además cuenta con la participación de Gill Frazier interpretando el papel de Big Cat, el líder de la pandilla rival.
La película fue desechada por los críticos por considerarla poco interesante. Sin embargo, se estima que ha sido vista por 50 millones de personas en más de 30 idiomas en 150 países, de acuerdo a la World Film Crusade.

## Otras adaptaciones
En 1972, el libro fue adaptado a una edición en cómic publicada por Fawcett Comics bajo la categoría de Spire Christian Comics.

## Libros relacionados
En 1968, Cruz escribió con Jamie Buckingham el libro Run, Nicky, Run, que narra la historia de su vida incluyendo su llegada a Nueva York, su estancia en la pandilla y, posteriormente, su encuentro con Wilkerson y subsiguiente conversión al cristianismo evangélico.